# 9171 Carolyndiane
9171 Carolyndiane (1989 GD5) là một tiểu hành tinh vành đai chính được phát hiện ngày 4 tháng 4 năm 1989 bởi E. W. Elst ở Đài thiên văn Nam Âu.